# Testosterone 17beta-deidrogenasi
La testosterone 17beta-deidrogenasi è un enzima appartenente alla classe delle ossidoreduttasi, che catalizza la seguente reazione:
testosterone + NAD+ ⇄ androst-4-ene-3,17-dione + NADH + H+